# Parque provincial Hamber
El Parque Provincial Hamber (en inglés Hamber Provincial Park) es un parque provincial de la Columbia Británica, Canadá, localizado en la frontera con la provincia de Alberta, que está rodeado por el Parque Nacional Jasper por tres de sus lados.
Según la IUCN se encuentra catalogado en la categoría II, parque nacional.

## Historia
El nombre del parque fue dado en honor a Eric W. Hamber, gobernador de la Columbia Británica entre 1936 y 1941.

## Lugar Patrimonio de la Humanidad
El Parque Provincial Hamber fue declarado por la Unesco como lugar Patrimonio de la Humanidad, como parte del conjunto de otros parques nacionales y provinciales que forman el Parque de las Montañas Rocosas Canadienses, declarado Patrimonio de la Humanidad en 1984, por la inmensa zona de cumbres, glaciares, lagos, cascadas, cañones y grutas calcáreas que forman un paisaje montañoso espectacular. Aquí se encuentra el yacimiento fosilífero de Burgess Shale, famoso por los restos de animales marinos de cuerpo blando que contiene.

## Conservación
La vegetación alrededor del lago Fortress está repleta de picea y abeto balsámico, consistente en un sotobosque de falsa azalea y rododendro.

## Ocio
En el parque se realizan actividades de acampada y senderismo, pesca de trucha en el lago Fortress, esquí de travesía y raquetas en el invierno. También existen opciones para la escalada.

## Localización
Como área remota salvaje, las únicas formas de acceso son a pie o esquiando. Dejar el vehículo en el aparcamiento de las cataratas Sunwapta en el Parque Nacional Jasper. A 22 kilómetros andando sobre sendas se llega al lago Fortress. Las poblaciones más cercanas al parque son Valemount, British Columbia y Jasper, Alberta.